# Bataille du delta du Rufiji
Première Guerre mondiale
Batailles
Batailles des océans Pacifique et Indien
- Fanning
- Zanzibar (en)
- Madras
- Papeete
- Tsingtao
- Rufiji
- Penang
- Coronel
- îles Cocos
- Más a Tierra

La bataille du delta du Rufiji est une bataille navale de la Première Guerre mondiale ayant opposé entre les mois d'octobre 1914 à juillet 1915 en Afrique orientale allemande (actuelle Tanzanie) le croiseur léger allemand SMS Königsberg, commandé par le capitaine de frégate Max Looff, et un puissant groupe de navires de guerre britanniques. Elle a consisté en une série de tentatives pour couler le croiseur allemand bloqué dans le delta du Rufiji, tentatives finalement couronnées de succès.

## Contexte

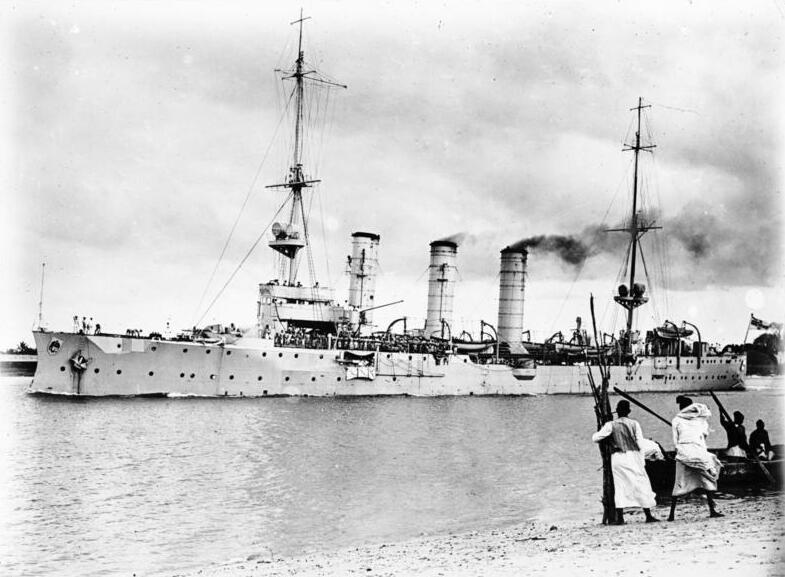
Le SMS Königsberg en Afrique en juillet 1914.

En 1914, le navire de guerre allemand le plus puissant de l'Océan Indien était le croiseur léger Königsberg. Celui-ci avait subi une avarie de moteur après avoir coulé le croiseur protégé HMS Pegasus et endommagé le HMS Helmuth (en) au cours de la bataille de Zanzibar (en) le 20 septembre 1914. Le Königsberg et son ravitailleur le Somali s'étaient dissimulés dans le delta du Rufiji, tandis que le moteur endommagé du croiseur était transporté par terre à Dar es Salam pour y être réparé. Le croiseur léger britannique HMS Chatham (en) a découvert le Königsberg dans le delta vers la fin du mois d'octobre. Le 5 novembre, deux autres croiseurs britanniques, le HMS Dartmouth (en) et le HMS Weymouth (en) sont venus le rejoindre pour le bloquer dans le delta.

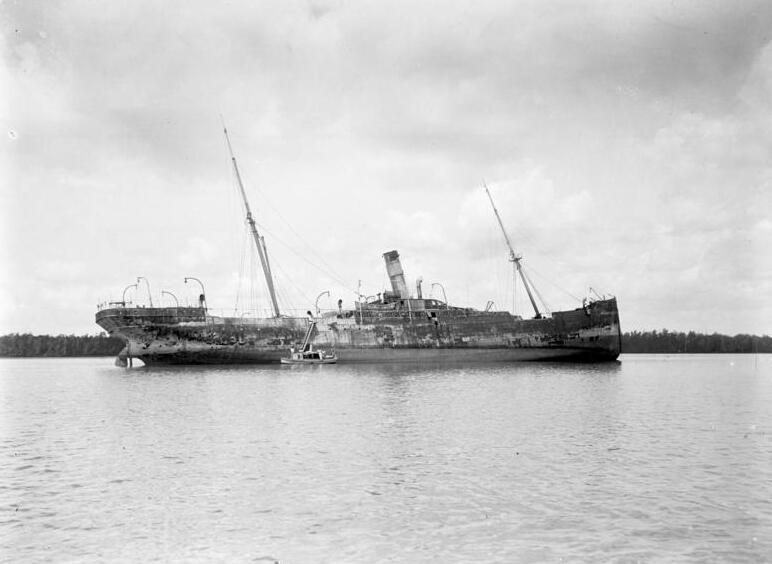
L'épave du Somali dans le delta du Rufiji (1914 ou 1915).

Au début du mois de novembre, le Chatham a canonné à longue distance le Somali, qui a pris feu, mais sans réussir à atteindre le Königsberg, qui s'est réfugié en amont. Les croiseurs britanniques étaient plus puissants que celui-ci, mais ne pouvaient pas naviguer dans le delta. L'équipage du Königsberg a camouflé son navire pour le dissimuler dans la forêt des berges.

## Le blocus

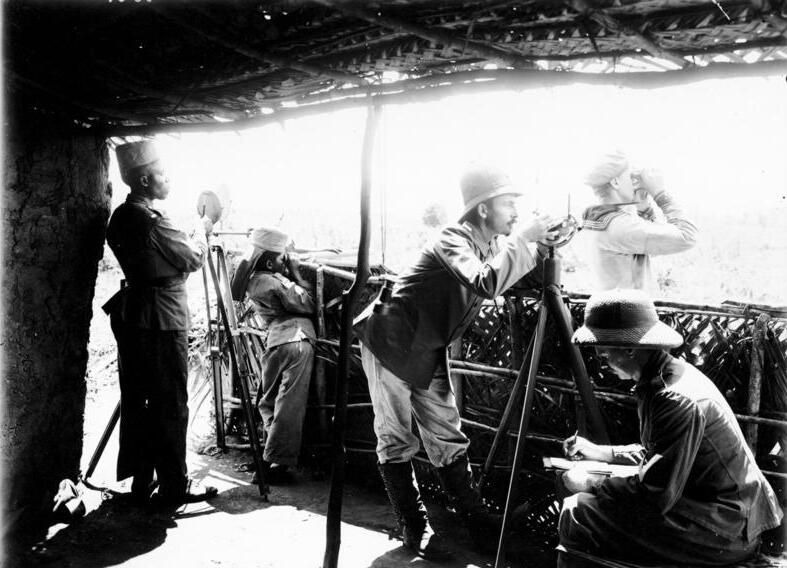
Poste d'observation d'artillerie faisant partie des défenses terrestres créées dans le delta autour du Königsberg.

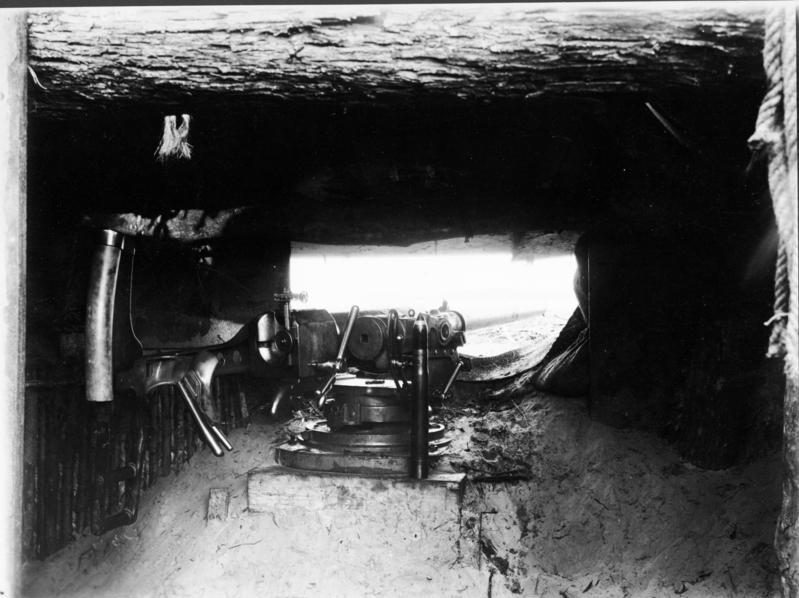
Une pièce d'artillerie du Königsberg installée dans une position à terre.

Les Britanniques ont fait plusieurs tentatives pour couler le Königsberg, notamment en infiltrant dans le delta un torpilleur à faible tirant d'eau (avec une escorte), sans succès. Un blockship, le Newbridge, a été coulé par les Britanniques en travers du delta pour empêcher le croiseur de s'enfuir ; il a ensuite été réalisé qu'il pouvait emprunter un autre des bras du delta. De fausses mines ont été immergées dans certains de ceux-ci, quoique considérées comme une menace peu crédible. Un pilote civil du nom de Cutler a été engagé pour effectuer une reconnaissance aérienne avec son hydravion Curtiss ; son avion a été abattu, mais la présence de l'insaisissable croiseur a été confirmée. Deux hydravions Sopwith du Royal Naval Air Service furent amenés sur place pour repérer et même bombarder le navire, mais ils ne résistèrent pas aux conditions tropicales. Un trio d'hydravions Short résista un peu mieux, réussissant à photographier le navire avant d'être cloués au sol par la chaleur tropicale (qui faisait fondre la colle des ailes) et les tirs allemands.
Des tentatives pour utiliser les canons de 304,8 mm du vieux pré-dreadnought HMS Goliath n'obtinrent pas de meilleur résultat, encore une fois faute de profondeur dans le delta pour s'approcher suffisamment.

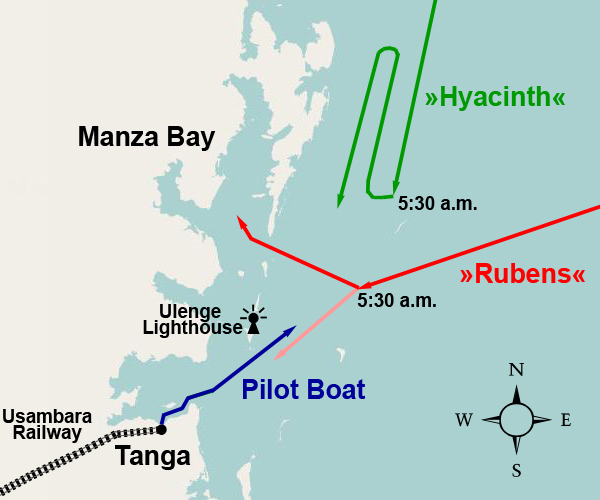
Capture du Rubens par le HMS Hyacinth (14 avril 1915).

Cependant, en mars 1915, la nourriture se faisait rare à bord du Königsberg, où beaucoup de marins étaient morts de malaria ou d'autres maladies tropicales. Coupés du monde extérieur, ils avaient un mauvais moral. La situation fut un peu améliorée par un plan pour ravitailler le navire et lui donner une chance de regagner l'Allemagne. Un navire marchand britannique capturé, le Rubens, fut renommé Kronborg et reçut un drapeau et des papiers danois, ainsi qu'un équipage de marins allemands sélectionnés pour leur capacité à parler danois. Chargé de charbon, de canons de campagne, de munitions, d'eau douce et de ravitaillement, il réussit à s'infiltrer dans les eaux d'Afrique Orientale, mais fut intercepté le 14 avril par le croiseur HMS Hyacinth averti. Celui-ci, avarié, ne put l'empêcher de s'échouer à Manza Bay (en), où il fut incendié. Les Allemands récupérèrent plus tard une bonne partie de sa cargaison, qui servit lors de la campagne terrestre, et dont une autre partie atteignit le Königsberg.

## Fin duKönigsberg

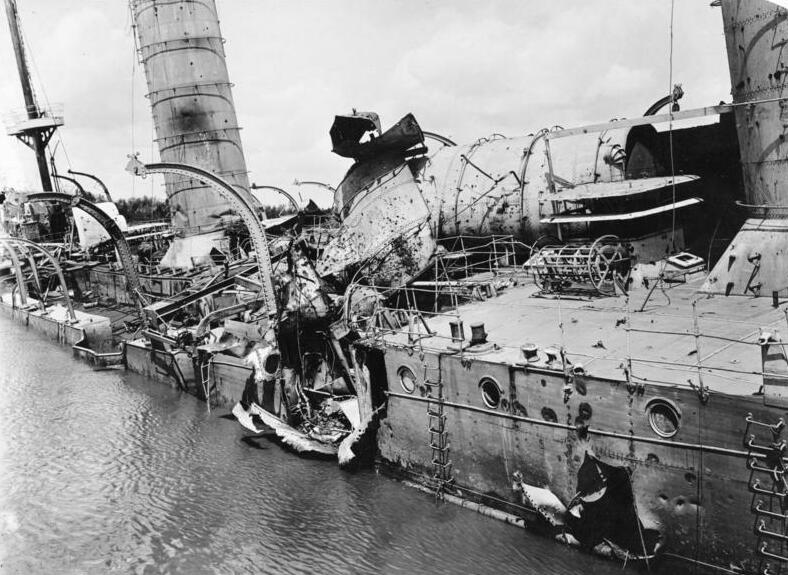
Dégâts subis par le Königsberg.

Deux monitors à faible tirant d'eau, le HMS Severn et le HMS Mersey ont été remorqués depuis Malte par la mer Rouge. Ils ont atteint le delta en juin 1915. Ils ont été engagés privés de tout le matériel inutile, renforcés de blindage supplémentaire et couverts par les tirs de tout le reste de la flotte. Ils étaient aussi soutenus par quatre avions, deux Caudrons et deux Farmans basés sur l'île de Mafia, pour repérer le point de chute des obus. Ils se sont engagés dans un duel d'artillerie avec le Königsberg, qui bénéficiait pour sa part d'observateurs à terre. Le Mersey a été touché et les monitors n'ont pu atteindre le croiseur le premier jour, mais ils sont revenus le 11 juillet. Leurs canons de 152,4 mm ont finalement détruit l'armement du Königsberg et commencé à démolir celui-ci. Vers 14 heures, le capitaine Looff ordonne de le saborder avec une torpille. Après la bataille, les Britanniques sont les maîtres incontestés de l'Océan Indien.

## Suites

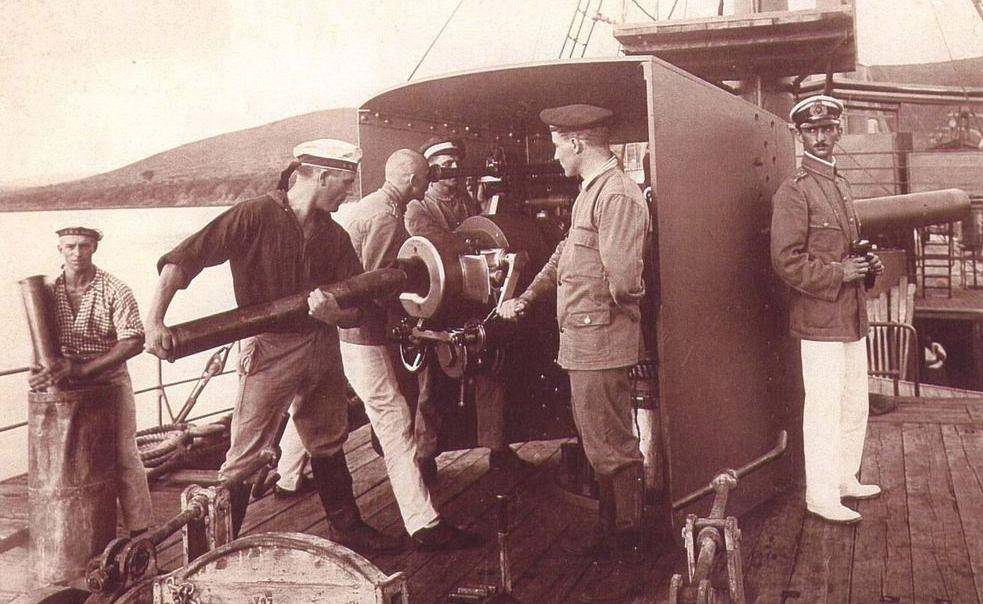
Canon du Königsberg sur le Graf von Götzen en octobre 1916 guerre mondiale.

Le lendemain, 33 morts allemands ont été enterrés par les 188 membres d'équipage restant. Une plaque indiquant Beim Untergang S.M.S. Königsberg am 11.7.15 gefallen... et la liste des morts a été placée près des tombes. Les Allemands récupèrent dix canons à tir rapide de 105 mm, les montèrent sur des affûts de campagne improvisés et les utilisèrent avec beaucoup de succès dans leur guérilla contre les Alliés en Afrique de l'Est. Ils servirent de canons sur les fortifications du port de Dar es Salam et un fut remonté sur le Graf von Götzen sur le lac Tanganyika. Le dernier d'entre eux ne fut détruit qu'en octobre 1917. Le reste de l'équipage du Königsberg servit comme troupes terrestres sous les ordres du général Paul von Lettow-Vorbeck.
Trois des canons de 105 mm du Königsberg sont encore visibles aujourd'hui : un se trouve à l'extérieur de Fort Jesus, à Mombasa au Kenya, un à l'extérieur de l'Union Building de Pretoria, et le troisième dans la caserne de Jinja, en Ouganda. Un quatrième se trouverait au Congo, sans autre détail.

## Sources et bibliographie
- (en) Sir Martin Farndale, History of the Royal Regiment of Artillery. The Forgotten Fronts and the Home Base, 1914-18, Londres, The Royal Artillery Institution, 1988,  (ISBN 1-870114-05-1)
- (en) Charles Miller, Battle for the Bundu : The First World War in East Africa., Londres, Macmillan Publishing Co., 1974, 384 p. (ISBN 978-0-02-584930-3)
- (en) Kevin Patience, Konigsberg - A German East African Raider, 2001.
- (en) Kevin Patience, Shipwrecks & Salvage on the East African Coast 2006
- (en) Charles Cyril Turner, The Old Flying Days, Londres, S. Low, Marston & Co. Ltd., 1927, 374 p.
- (en) David J. Gregory, The Lion and the Eagle vol. II « The Antagonists 1914-15 » 2014